# De Pinte
De Pinte é um município belga localizado na província de Flandres Oriental. Antes da existência do município de De Pinte em 1868, De Pinte fez parte de  Nazareth. O município de De Pinte é constituído pelas vilas de De Pinte  e Zevergem. Em 1 de Janeiro de 2006, De Pinte tinha uma população de 10.235 habitantes, uma área total de km² e uma densidade populacional de 569 habitantes por km².
De Pinte está limitado noroeste pelo município de  Sint-Martens-Latem , Ghent a norte pelo, Merelbeke a leste, Gavere a sul e Nazareth a sudoeste..

## Divisão administrativa
O município de De Pinte está limitada pelas seguintes localidades:
- a. Sint-Denijs-Westrem (Ghent);
- b. Zwijnaarde (Ghent);
- c. Schelderode (Merelbeke);
- d. Melsen (Merelbeke);
- e. Vurste (Gavere);
- f. Eke (Nazareth (Bélgica);
- g. Nazareth;
- h. Deurle (Sint-Martens-Latem);
- i. Sint-Martens-Latem

### Tabela
| #  | Nome     | Área | População |
| -- | -------- | ---- | --------- |
| I  | De Pinte | 8,85 |           |
| II | Zevergem | 9,13 |           |

## Evolução demográfica
- Fonte:NIS - Opm:1876 t/m 1970=População a 31 de Dezembro ; 1868= População a 31 de Dezembro;  1977= População a  1 janeiro
- 1977: anexação de Zevergem  (+9,13 km² e 1656 habitantes)